# 1113 (عدد)
 1113 هو عدد صحيح، يلي العدد 1109 ويسبق العدد 1101.

## في الرياضيات

### خصائص
- عدد طبيعي.[3]
- عدد فردي.[4]

- عدد موجب،[6] السالب منه هو - 1113.[7]

## في التاريخ
- 1113 هـ هي سنة في التقويم الهجري.
- هي سنة  1113 م في التقويم الميلادي.

## وصلات خارجية
الأعداد الصاتمة، ديوان اللغة العربية.